# Szakállas pereszke
A szakállas pereszke (Tricholoma vaccinum) a pereszkefélék családjába tartozó, Eurázsiában és Észak-Amerikában honos, fenyvesekben élő, nem ehető gombafaj. 

## Megjelenése
A szakállas pereszke kalapja 4-10 cm széles, alakja fiatalon kúpos, majd domborúan, harang alakúan, idősen majdnem laposan kiterül. Széle begöngyölt, gyapjas-cafrangos. Felszíne sugarasan gyapjas, durván pikkelyes. Színe barnásvörös vagy rőtbarna, a közepe többnyire sötétebb. Idősen világos narancsbarnává fakul.  
Húsa rostos, fehéres, sérülésre nem változik. Szaga földes vagy lisztes, íze lisztes, kesernyés vagy nem jellegzetes.  
Közepesen sűrű lemezei pereszkefoggal lefutók, a féllemezek gyakoriak. Színük krémfehére, rozsdabarnán foltosodnak.
Tönk: 6-8 cm magas és 1-1,5 cm vastag. Alakja hengeres, lefelé vastagodhat. Színe a kalap alatt fehéres, felszíne sima; lejjebb halvány narancsbarnás és hosszanti szálas.
Spórapora fehér. Spórája széles ellipszoid, sima, inamiloid, mérete 5–8 x 4–5,5 µm. 

### Hasonló fajok
Más pikkelyes kalapú pereszkékkel (pl. aprópikkelyű pereszke) téveszthető össze.  

## Elterjedése és termőhelye
Eurázsiában és Észak-Amerikában honos. 
Savanyú talajú fenyvesekben él, főleg luc és erdei fenyő alatt. Augusztustól októberig terem.  

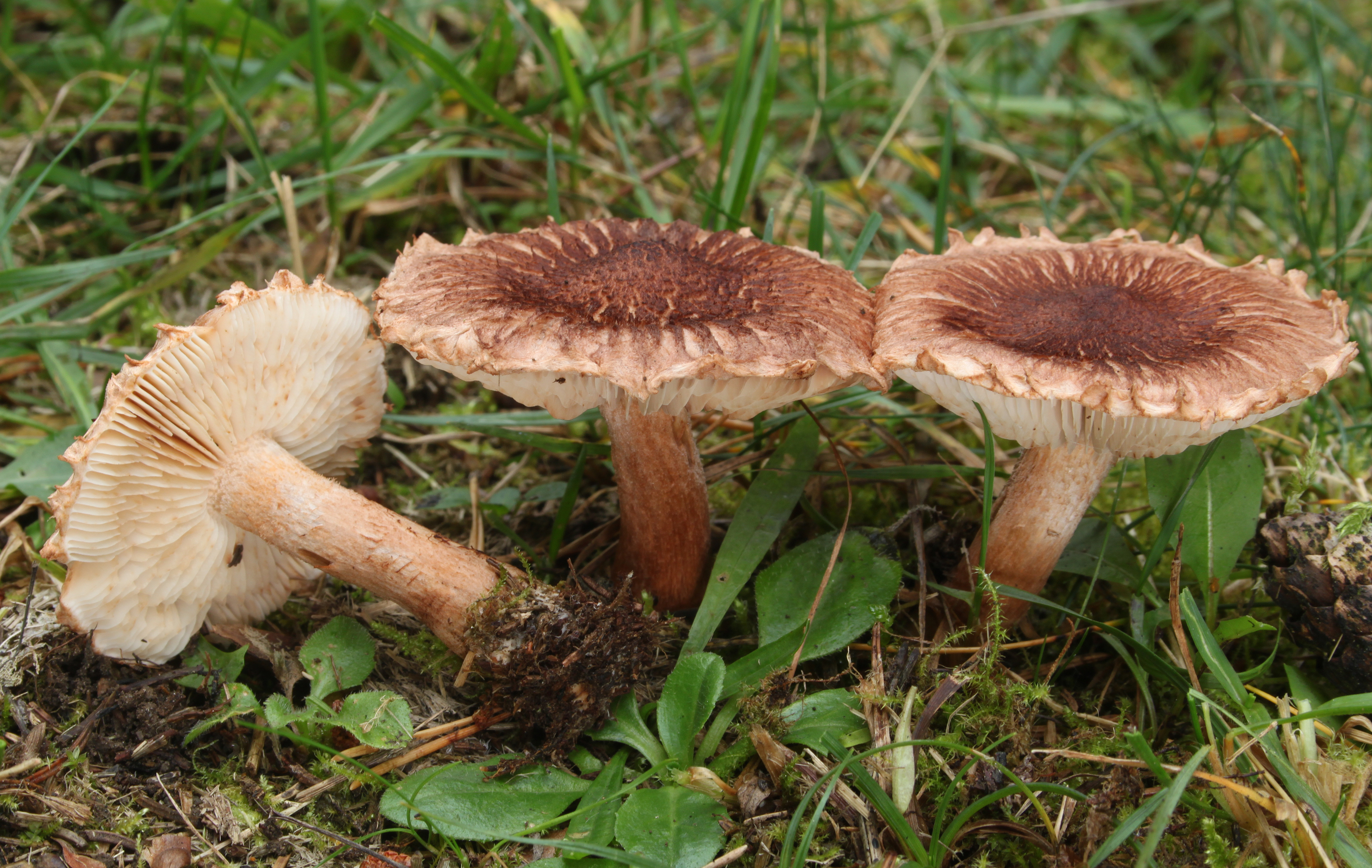
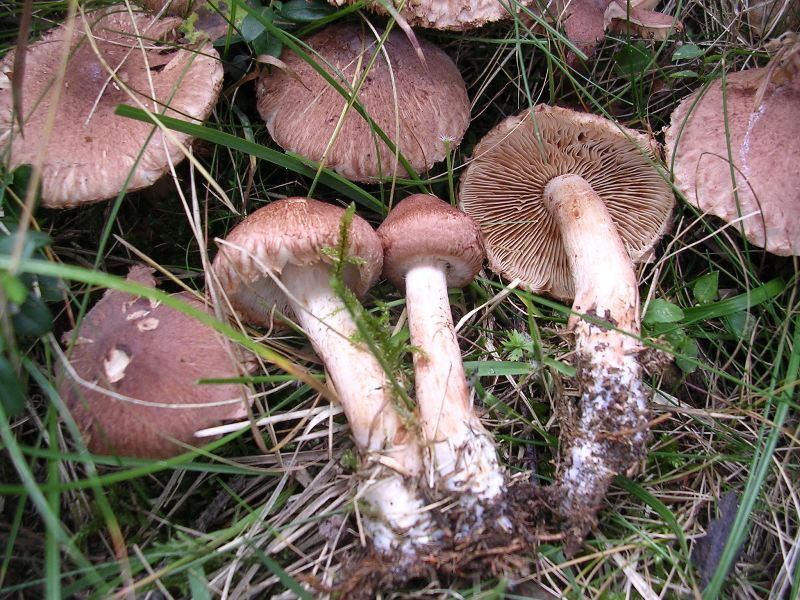
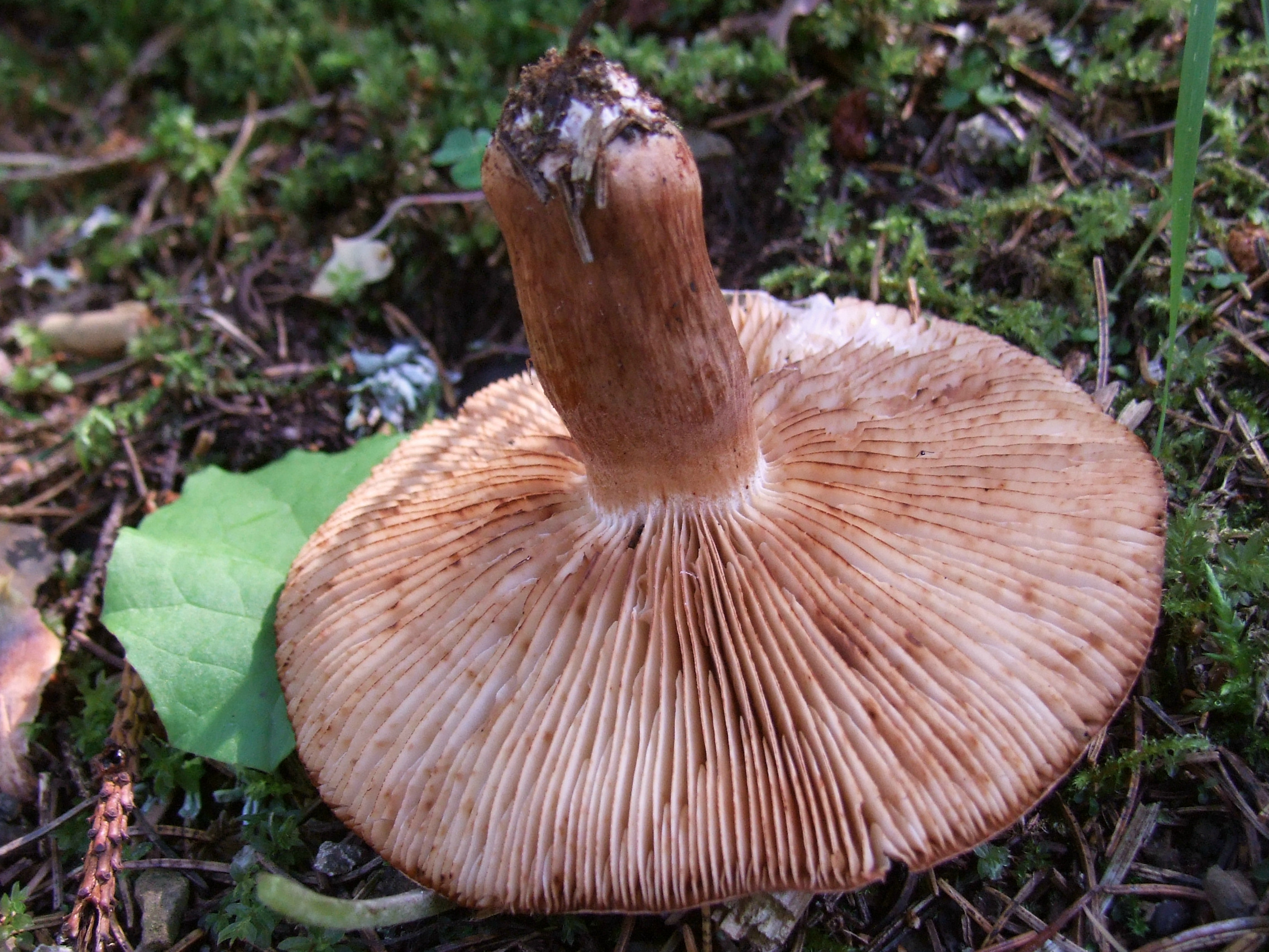
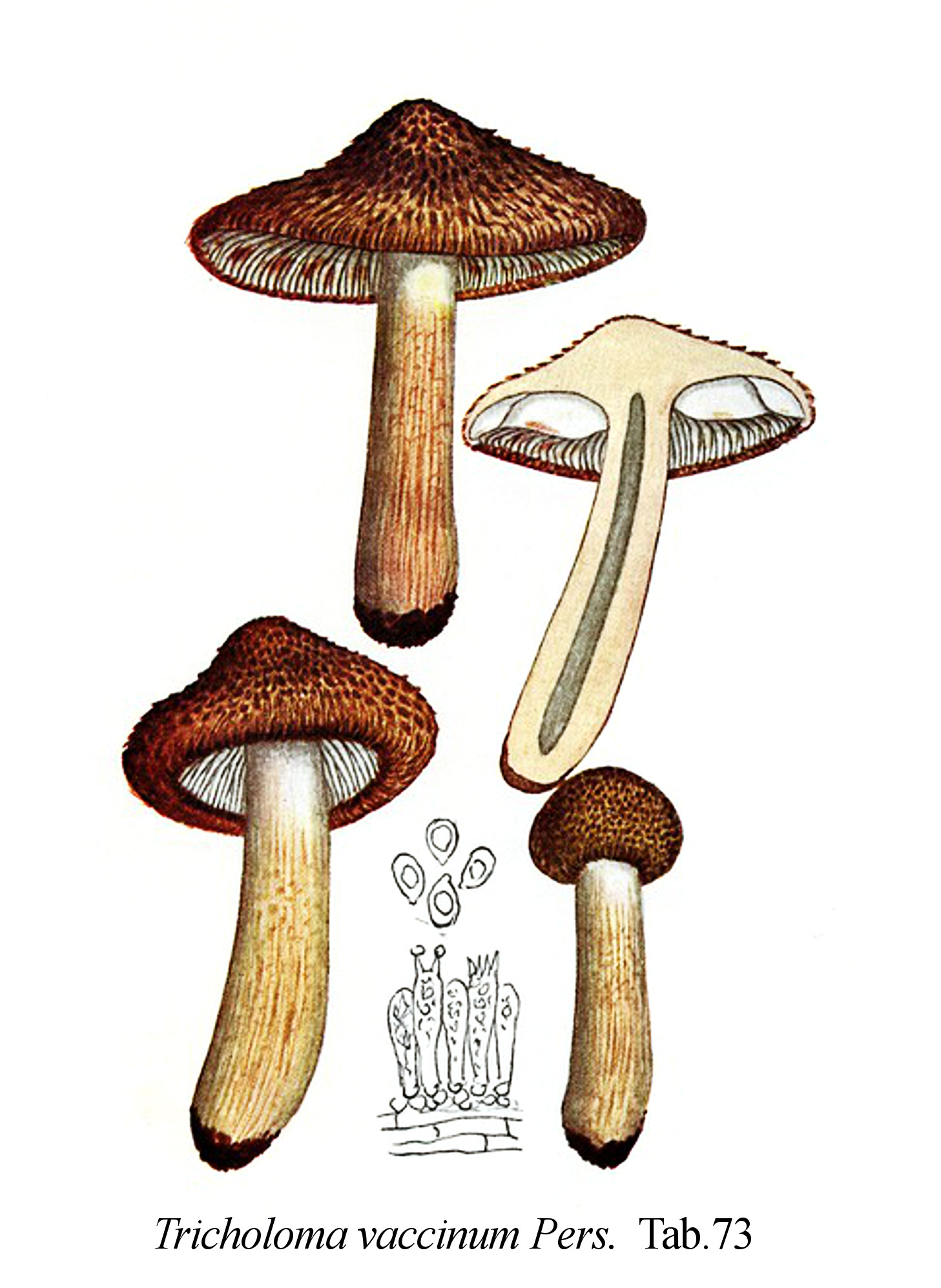

Nem ehető. 